# Konsortium (Seefahrt)
Ein Konsortium ist in der Schifffahrt ein Zusammenschluss von mehreren Reedereien, besonders im Bereich Containertransport, die gemeinsam ihre angebotenen Dienste verbessern wollen. Die Mitglieder eines Konsortiums verpflichten sich auf Gegenseitigkeit,  Container anderer Konsortiumsmitglieder zu transportieren. Da durch ein Konsortium die Anzahl der Containerschiffe in der Flotte steigt, kann ein Pendelverkehr deutlich flexibler geplant, die Wartezeit für Kunden so gesenkt werden und die Schiffe können besser ausgelastet werden.

## Struktur
Schließen sich Reedereien zu einem Schifffahrtskonsortium zusammen, wird ein Tonnage Center (auch Operating oder Coordinating Office genannt) ins Leben gerufen, welches die operationellen Aufgaben zur Fahrplanerstellung und Fahrplaneinhaltung sowie die Stauplanung der Container übernimmt.
Des Weiteren entscheiden sich die Reedereien, ob sie ein Joint oder Separate Marketing betreiben wollen. Bei einem Joint übernimmt eine Reederei das Marketing für eine bestimmte Region und hat somit die Entscheidungsgewalt und Verantwortung für die Umsetzung und Annahme von Aufträgen für das gesamte Konsortium. Bei einem Separate Marketing bleibt jedoch jede Reederei für sich selbst verantwortlich und kümmert sich selber um das gesamte Marketingkonzept.

## Ziele
Die wirtschaftlichen Vorteile eines Konsortiums sind eine flexiblere Routenplanung, die Kostensenkung durch maximale Auslastung der Containerstellplätze und eine höhere Erreichbarkeit der Kunden.

## Beispiel Containerschifffahrt
In der Containerschifffahrt existieren derzeit folgende Konsortien (Stand Frühling 2018):
| Konsortium     | Marktanteile | Mitglieder                                                                                     | Anmerkungen | Quellen           |
| -------------- | ------------ | ---------------------------------------------------------------------------------------------- | --- | ----------------- |
| 2M             | 35 %         | Maersk, MSC                                                                                    | Geplant war zunächst, zusammen mit CMA CGM das Konsortium P3 zu gründen. Dies wurde jedoch von chinesischen Behörden 2014 verboten. | [ 1 ] [ 2 ]       |
| Ocean Alliance | 26 %         | CMA CGM, Evergreen Marine, China COSCO Shipping Corporation und Orient Overseas Container Line | Gegründet 2016. | [ 3 ]             |
| The Alliance   | 17 %         | Hapag-Lloyd, ONE, Yang Ming und Hyundai Merchant Marine                                        | Vormals CKYHS, bevor 2014 Evergreen Marine aufgenommen wurde. Auch The Green Alliance genannt. Vor der Zusammenlegung der Containergeschäfte der großen japanischen Reedereien NYK, MOL und “K” Line im Jahr 2017, waren diese einzeln Teil von The Alliance. Hyundai Merchant Marine war bis Juli 2019 Teil des 2M-Konsortiums, wechselte aber zu The Alliance, da HMM im erstgenannten Konsortium von Maersk und MSC keine wichtigere Stellung einnehmen konnte. HAPAG-Lloyd verlässt Ende Januar 2025 die Allianz, um mit MAERSK die „Gemini-Cooperation“ zu bilden. | [ 4 ] [ 2 ] [ 5 ] |

Somit sind 9 der 10 größten Containerschiffsreedereien der Welt in einem Konsortium vertreten und halten so insgesamt 77,1 % der weltweiten Marktanteile. Über die oben aufgeführten Kooperationen hinaus betreiben die einzelnen Reedereien noch weitere Partnerschaften, die jedoch auf bestimmte Routen begrenzt sind.